# Pseudacysta
Pseudacysta is een geslacht van wantsen uit de familie van de Tingidae (Netwantsen). Het geslacht werd voor het eerst wetenschappelijk beschreven door Blatchley in 1926.

## Soorten
Het genus is monotypisch en bevat alleen de volgende soort:

- Pseudacysta perseae (Heidemann, 1908)